# Hold the Girl (canção)
"Hold the Girl" é uma canção da cantora nipo-britânica Rina Sawayama, contida em seu segundo álbum de estúdio Hold the Girl (2022). Foi composta pela própria cantora ao lado de Jonny Lattimer e seu produtor Barney Lister. Foi lançada pela gravadora independente Dirty Hit em 27 de julho de 2022 como o terceiro single do álbum. A canção estreou na BBC Radio 1 em 27 de julho de 2022 como "Hottest Record in the World" de Clara Amfo.

## Antecedentes e lançamento
Em maio de 2022, Sawayama anunciou seu segundo álbum de estúdio, Hold the Girl, com lançamento previsto para 2 de setembro de 2022. Ela então lançou os singles "This Hell" e "Catch Me in the Air" em maio e junho, respectivamente. Em 21 de julho, Sawayama postou prévias para a faixa-título no TikTok, com a legenda "single na próxima semana". Três dias depois, em 24 de julho, Sawayama anunciou que "Hold the Girl" seria lançado três dias depois, na quarta-feira, 27 de julho. No dia do lançamento da música, ela anunciou que o álbum seria adiado de 2 para 16 de setembro devido a "problemas de produção", mas prometeu que um quarto single seria publicado antes disso.

## Composição
“Hold The Girl” foi produzida por Barney Lister, que criou o ritmo notável para a música, que transita de uma faixa de balada calmante para uma batida dance-pop R&B Indie. A faixa é uma "canção pop tipicamente ambiciosa e multifacetada, abordando tanto o trauma quanto a catarse de seguir em frente na vida." A música foi escrita no final de 2020 após uma intensa sessão de terapia, a música mergulha profundamente na confiança de Sawayama, contando a história dela se tornando uma versão melhor de si mesma. Escrevendo para a Rolling Stone UK, Hannah Ewens escreveu que "Hold the Girl" vê Sawayama cantando com vocais de R&B dos anos 2000 e "abre como um gesto sagrado para 'Like a Prayer' de Madonna e se torna um enchimento emocional da pista de dança". A canção estreou no programa Future Sounds da BBC Radio 1 de Clara Amfo, onde Sawayama sentou-se com Amfo para discutir a música: “‘Hold the Girl’ foi a primeira música que escrevi para o disco no final de 2020”, disse ela na entrevista. “Eu tinha feito terapia e tive uma revelação, então decidi escrever essa música… esse foi o início [do processo de composição do álbum]. Eu estava chorando antes de entrar no estúdio para escrever sobre isso.”
Alex Gonzalez, do Uproxx, descreveu a música como uma carta para uma versão mais jovem de Sawayama, "lembrando-a de se dar graça e cuidado, à medida que cresce e continua a cometer erros". A música mostra a cantora dizendo a alguém para "segurar a garota" antes de sofrer uma epifania. Ela abre com as linhas "Alcanço o interior e te seguro pra perto / Eu não te deixarei sozinha / Me ensine as palavras que eu costumava conhecer / Sim, eu as esqueci há muito tempo / Então segure a garota." Mais tarde, na ponte, ela identifica a menina como vivendo dentro de si mesma. "Porque a garota em sua alma está cantando / E você deve o mundo a ela / Então segure a garota", ela canta. De acordo com Tyler Colsen da revista Far Out, a música inclui violões, breves golpes de cordas e algumas corridas leves de piano, um refrão com vocais alterados e uma mudança de tom para o refrão final. "Isso normalmente daria um arranjo bastante denso, mas 'Hold the Girl' pula desimpedido pelo peso de seus elementos musicais díspares", escreveu Colsen.

## Recepção critica
Escrevendo para a Stereogum, a autora Rachel Brodsky descreveu a faixa como um "estrondo de clube do tamanho de um monstro". Stephen Daw, da Billboard, sentiu que a "produção orquestral e tecnológica em partes iguais" da música fornece um "pano de fundo fascinante para a jornada metafísica da cantora, criando uma música que fará você ligar para seu terapeuta o mais rápido possível".

## Vídeo musical
Dirigido por Ali Kurr, um videoclipe de acompanhamento foi lançado em 3 de agosto de 2022 e mostra Sawayama "presa em um loop temporal dentro dos limites de uma casa de fazenda do século 19 até que ela finalmente se liberte". O clipe inspirado em Westworld mostra Sawayama vestindo trajes de época e presa em um rancho isolado e, enquanto ela tenta escapar da casa, uma força invisível e sem nome constantemente a puxa de volta, até que ela finalmente encontra liberdade quando os mundos moderno e antigo se fundem com Sawayama acabou se libertando da casa. À medida que o sol se põe no horizonte, uma trupe de dançarinos se apresenta até virar as costas e ela cair de joelhos. Foi filmado nas "montanhas" de Sófia, Bulgária, no meio de uma tempestade de trovões, neve e granizo. "Foi um caos absoluto e uma experiência que sempre lembrarei", disse Sawayama em um e-mail enviado aos fãs. Ele atua como uma "metáfora" para o avanço emocional de Sawayama na terapia, que a inspirou a escrever a música. Ali Kurr afirmou que este é um de seus videoclipes favoritos que ela e Sawayama fizeram até hoje. Kurr explicou mais sobre o projeto: "Para nossa última colaboração, Rina e eu queríamos mergulhar em uma saga inspirada em Westworld que a mostra tentando escapar de um rancho isolado. Nunca vemos ou nomeamos a força, mas seu magnetismo faz com que ela ser puxada cinquenta metros pela grama queimada até ela ser pega no ar depois de cair do telhado. Este mundo estilizado de época é então contrastado com um 'Dogville' montado em um estúdio que vê uma Rina livre e poderosa executando uma peça insana de coreografia de Josh Pillomore."

## Promoção
Antes de um anúncio oficial, o disco do segundo ano de Sawayama foi classificado entre os álbuns mais esperados de 2022 pelo Stereogum e pelo DIY.
Em Maio de 2022, Sawayama começou a anunciar um próximo lançamento através de conteúdos de meios de comunicação social e panfletos com fundo "vermelho-sangue" e o texto "Rina vai para o inferno" em todos os bonés. No mesmo mês, lançou o single "This Hell" e anunciou Hold the Girl, com a data de lançamento de 2 de Setembro e uma digressão a partir de 12 de Outubro. Após o anúncio, o álbum foi nomeado um dos "36 Albums We Can't Wait to Hear This Summer" pela Vulture.

## Apresentações ao vivo
A canção foi apresentada ao vivo no Outside Lands Music and Arts Festival e no Summer Sonic Festival em 6 de agosto de 2022 e 20 de agosto, respectivamente. A música também foi apresentada em 9 de agosto no Museu GRAMMY em Los Angeles. Em 6 de setembro, ela performou a canção junto com "Hurricanes" durante sua sessão no Vevo.

## Faixas e formatos
Download digital
1. "Hold the Girl" – 4:05

Pacote de streaming
1. "Hold the Girl" – 4:05
2. "Catch Me in the Air" – 3:35
3. "This Hell" – 3:56

## Créditos e pessoal
Créditos da música adaptados do Tidal.
- Rina Sawayama — vocais, compositora
- Barney Lister — produtor, compositor
- Jonny Lattimer — compositor

## Desempenho nas tabelas musicais
| Tabela musical (2022)                | Melhor posição |
| ------------------------------------ | -------------- |
| Japão Hot Overseas (Billboard Japan) | 2              |

## Histórico de lançamento
| Região | Data                | Formato                    | Versão   | Gravadora | Ref.          |
| ------ | ------------------- | -------------------------- | -------- | --------- | ------------- |
| Várias | 27 de julho de 2022 | Download digital streaming | Original | Dirty Hit | [ 25 ] [ 26 ] |